# Arleigh Burke (Schiff)
Die Arleigh Burke ist ein Kriegsschiff der United States Navy. Der Zerstörer ist das Typschiff der Arleigh-Burke-Klasse und trägt die Schiffskennung DDG-51.

## Geschichte

### Bau
Die Arleigh Burke wurde 1988 bei Bath Iron Works auf Kiel gelegt und lief weniger als zwölf Monate später vom Stapel.
Die Schiffstaufe durch Roberta Burke am 16. September 1989 fand in Anwesenheit des Namensgebers, des verdienten Marineoffiziers Arleigh Albert Burke, statt, was eine besondere Form der Ehrung darstellte. Die Benennung erfolgte gemäß dem Bezeichnungssystem für Schiffe der Streitkräfte der Vereinigten Staaten. Admiral Burke hatte im Zweiten Weltkrieg und im Koreakrieg mit Auszeichnung gedient und dann unter den Präsidenten Eisenhower und Kennedy als Chief of Naval Operations amtiert.
Das Schiff wurde 1991 bei der US-Marine in Dienst gestellt. Seit Indienststellung führt sie das Namenspräfix „U.S.S.“, auch in der Schreibweise „USS“, das für United States Ship steht.
1991 und 1992 führte die Arleigh Burke Tests auf See durch, die das neue Schiffsdesign überprüften.

### Einsätze
Ihre erste Einsatzfahrt führte die Arleigh Burke 1993 ins Adriatische Meer, wo sie als Luftüberwachungsschiff für Amphibienangriffsschiffe (Green Crown) während der Operation Provide Promise diente. Während des zweiten Einsatzes, 1995 im Mittelmeer als Teil der Operation Deny Flight, diente sie als Red Crown, also Luftüberwachungsposten für Flugzeugträger. Die Einsatzfahrten 1998 und 2001 ins Mittelmeer und den persischen Golf waren bestimmt von Übungen sowie der Aufrechterhaltung des Embargos gegen den Irak durch die Kontrolle der Frachtschifffahrt.
Ihren fünften Einsatz hatte die Arleigh Burke 2003, er führte das Schiff wiederum in den Golf. Mit der Trägerkampfgruppe um die Theodore Roosevelt nahm die Burke an der Operation Iraqi Freedom teil und feuerte mehrere Marschflugkörper auf Ziele im Irak. 2005 folgte für die Arleigh Burke die Teilnahme in der multinationalen NATO-Übung Joint Maritime Course, 2006 dann sogenannte Maritime Security Operations im Mittelmeer.
2007 verlegte der Zerstörer mit drei seiner Schwesterschiffe sowie der Gettysburg und der Philadelphia als Eskorte für den Flugzeugträger Enterprise im Rahmen des Anti-Terror-Krieges der Streitkräfte der Vereinigten Staaten. Am 29. Oktober wurde ein unter der Flagge Panamas fahrender Frachter vor der Küste Somalias von Piraten attackiert. Nachdem Arleigh Burkes Schwesterschiff Porter die zwei Skiffs der sich an Bord befindlichen Piraten versenkt hatte, übernahm die Arleigh Burke die Verfolgung des mit hochentzündlichen Benzol beladenen Schiffs Golden Mori und bekam dabei die Genehmigung der somalischen Regierung, deren Hoheitsgewässer zu durchfahren. Bei früheren Piratenzwischenfällen hatte die Verfolgung oft abgebrochen werden müssen, sobald die Piraten somalische Gewässer erreicht hatten.
2014 operierte die Arleigh Burke im Roten Meer. Am 22. September 2014 gaben sie und der Kreuzer Philippine Sea mit dem Abschuss von Tomahawk-Marschflugkörpern den Auftakt zur Operation Inherent Resolve zur Bekämpfung der Organisation Islamischer Staat in Syrien und im Irak.
Seit 2021 ist die Arleigh Burke als einer von seinerzeit vier Zerstörern in der spanischen Marinebasis Rota beheimatet. Der Auftrag dieses Destroyer Squadron ist die Umsetzung des strategischen Raketenabwehrschilds der NATO gegen Angriffe mit ballistischen Raketen im Mittelmeerraum. In Erwartung eines iranischen Gegenangriffs nach dem israelischen Luftangriff auf das iranische Konsulat in Damaskus vom 1. April 2024 wurde sie ins östliche Mittelmeer verlegt. Gemeinsam mit der Carney setzte sie vor der Küste Israels während des iranischen Luftangriffs auf Israel am 13. April 2024 erstmals Abwehrflugkörper des Typs RIM-161 Standard Missile 3 gegen iranische Mittelstreckenraketen ein.

## Technik
Die Arleigh Burke ist eines von 21 Schiffen der Variante Flight I der Arleigh-Burke-Klasse und wurde mit der Systemversion Baseline 4 des Aegis-Kampfsystems abgeliefert. Diese Systemversion nutzte die MIL-SPEC-Rechnersysteme mit den JETDS-Bezeichnungen AN/UYK-43 bzw. AN/UYK-44, für die U-Boot-Jagd integrierte sie das System AN/SQQ-89(V).
Ab den 2010er Jahren bis zum Jahr 2021 war das Aegis-Kampfsystem mitsamt der bordeigenen Rechnerausstattung der Arleigh Burke auf die Systemversion Baseline 9 hochgerüstet worden. Damit kann das Schiff gleichzeitig die herkömmliche Weitbereichs-Flugabwehr und die Abwehr von ballistischen Raketen durchführen. Vor ihrer Umbeheimatung nach Rota ab 2021 erhielt sie zur Kampfwertsteigerung das Nahbereichsverteidigungssystem SeaRAM im Austausch gegen eines ihrer vorher zwei Phalanx CIWS. Für den elektronischen Kampf erhielt sie ein im Rahmen des Surface Electronic Warfare Improvement Program (SEWIP) verbessertes AN/SLQ-32 sowie die Erweiterung AN/SLQ-62, die zu dem Zeitpunkt den amerikanischen Schiffen im Mittelmeerraum vorbehalten war.